# Parafia św. Teresy z Ávili w Szczuczynie
Parafia św. Teresy z Ávili w Szczuczynie (białorus. Парафія святой Тэрэзы Авільскай ў Шчучыне – parafia rzymskokatolicka położona w Szczuczynie w obwodzie grodzieńskim na Białorusi. W latach 1726–1832, 1927–1962 oraz od 1990 r. w parafii posługiwali pijarzy. Parafii podlega kaplica filialna w Bartaszach. 

## Historia
Parafia została utworzona w 1436 r., erygowana w 1717 r. W 1744 r. leżała w dekanacie lidzkim diecezji wileńskiej. W 1726 r. prowadzenie parafii przejęli pijarzy i utworzyli ufundowane przez Scypionów kolegium. Od 1777 r. do parafii należał kościół filialny w Jatwiesku. 
Kościół parafialny św. Jerzego został w 1854 r. zamknięty przez władze carskie. W 1865 r. w miejscu zburzonej kaplicy katolickiej postawiono murowaną cerkiew prawosławną. 
Obecny kościół parafialny został zbudowany w latach 1826–1829. W 1828 r. został poświęcony p.w. Imienia Jezus. Podczas powstania listopadowego władze carskie aresztowały o. Andrzeja Zapolskiego SChP, który w 1831 r. zmarł w więzieniu w Lidzie. W 1832 r. w ramach represji po powstaniu dokonano kasaty klasztoru pijarów i instytucji dobroczynnych (m.in. szkoły), a kościół zabrano na cerkiew. W 1892 r. parafia liczyła 2335 wiernych. Od 1927 r. pijarzy ponownie posługiwali w parafii. Wybuch II wojny światowej przerwał nauczanie w kolegium. W 1954 r. (wg innych źródeł w 1959 r.) kościół został zamknięty przez władze sowieckie. W 1988 r. (wg innych danych w 1987 r.) świątynię zwrócono wiernym, a w 1989 r. odrestaurowano i rekonsekrowano. Od 1990 r. w parafii ponownie posługują pijarzy. 

## Proboszczowie parafii

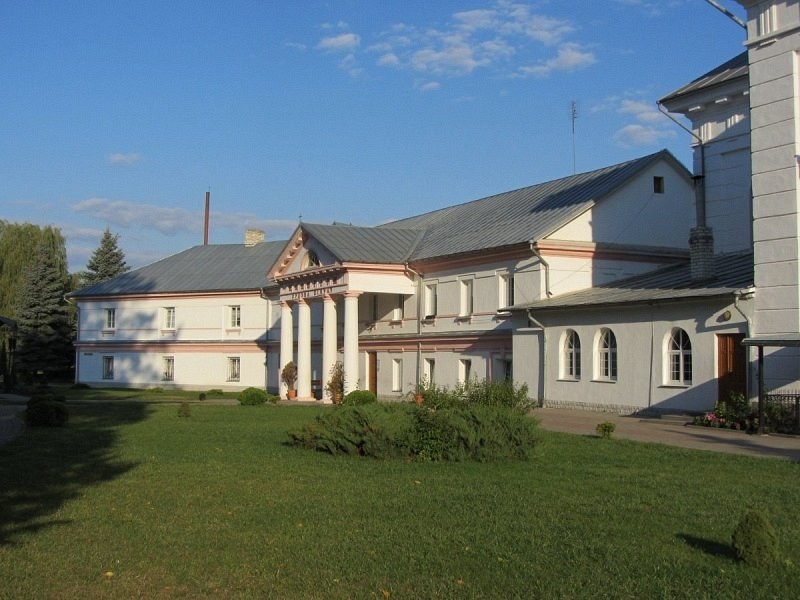
Budynek Kolegium Pijarów

## Proboszczowie parafii[3]
| imię i nazwisko                            | daty urzędowania |
| ------------------------------------------ | ---------------- |
| ks. Bartłomiej Lienkiewicz (administrator) | 1871 – 1872      |
| ks. Kazimierz Kuczewski (administrator)    | 1891 – 1892      |
| ks. Jerzy Żamejć                           | 1910 – 1911      |
| ks. Romuald Świrkowski                     | 1912 – 1926      |
| o. Jan Borelli SChP                        | 1927 – 1932      |
| ks. Mikołaj Wagner (administrator)         | 1932 – 1937      |
| o. Tomasz Olszówka SChP                    | 1938             |
| o. Stanisław Rojek SChP                    | 1944 – 1948      |
| o. Stanisław Pietrasz SChP                 | 1949 – 1962      |
| o. Kazimierz Wójciak SChP                  | 1990 – 2007      |
| o. Witold Petelczyc SChP                   | 2008 –           |